# Mapes a les estrelles
Mapes a les estrelles (títol original en anglès Maps to the Stars) és una pel·lícula dramàtica i satírica  coproduïda internacionalment el 2014 dirigida per David Cronenberg, i protagonitzada per Julianne Moore, Mia Wasikowska, John Cusack, Robert Pattinson, Olivia Williams, Sarah Gadon i Evan Bird. El guió fou escrit per Bruce Wagner, que havia escrit una novel·la titulada  Dead Stars basat en el guió de Mapa de les estrelles, després que els plans inicials per fer la pel·lícula amb Cronenberg fracassessin. Ha estat doblada al català.
Aquesta és la segona col·laboració consecutiva entre Cronenberg i Pattinson (després de Cosmopolis) i suposa la tercera col·laboració entre Cronenberg i Prospero Pictures, que prèviament van col·laborar a A Dangerous Method i Cosmopolis.Aquesta també és la tercera pel·lícula de Cronenberg feta amb l'actriu canadenca Sarah Gadon. És la primera pel·lícula de Cronenberg rodada parcialment als Estats Units, encara que la major part es va rodar, com les seves altres pel·lícules, a la seva ciutat natal de Toronto, Canadà.
La pel·lícula tracta sobre la difícil situació d'una estrella infantil i d'una actriu descoberta mentre comenta la relació de la indústria de l'entreteniment amb la civilització occidental en el seu conjunt. La pel·lícula fou estrenada en competició per a la Palma d'Or al 67è Festival Internacional de Cinema de Canes el 19 de maig de 2014. Moore hi va guanyar el Premi a la millor actriu. Després de la seva estrena a Cannes, la pel·lícula es va estrenar a les sales de cinema a França el 21 de maig de 2014.

## Argument
Agatha Weiss arriba a Los Angeles i demana al conductor de limusina Jerome de portar-la al lloc de l'antiga casa de l'estrella infantil Benjie Weiss. Agatha té cremades greus a la cara i al cos, la qual cosa l’obliga a prendre una gran quantitat de medicaments. Benjie visita una noia que pateix limfoma no hodgkinià a l'hospital; la noia mor més tard, i Benjie s'enfronta amb el seu fantasma. El pare de Benjie, el doctor Stafford Weiss, és un psicòleg de televisió que tracta l'envellida actriu Havana Segrand pels maltractaments que va patir a mans de la seva mare difunta, també actriu. L'agent de l'Havana lluita per aconseguir un paper per l'Havana en un remake de la pel·lícula de la seva mare Stolen Waters. L'Havana al·lucina habitualment sobre la versió més jove difunta de la seva mare.
Benjie i la seva mare, Cristina, negocien un paper per a Benjie en una pel·lícula com el seu retorn després de la rehabilitació de drogues. A proposta de Carrie Fisher, l'Havana contracta l'Agatha, a qui Carrie havia posat a Twitter, com a assistent personal. Agatha continua veient Jerome i es forma un romanç, tot i que Jerome sembla resistent al principi. Stafford s'assabenta per l'Havana que l'Agatha ha tornat a L.A. L'Agatha és la germana de Benjie; tanmateix, els seus pares (Cristina i Stafford) l'eviten.
Utilitzant el paper de l'Havana a Stolen Waters per accedir al lot de producció, Agatha visita Benjie al plató. Esquizofrènica, Agatha li diu que ha tornat d'un sanatori on fou internada per haver calat el foc que la va cremar i gairebé la va matar quan tenia set anys. Quan Stafford s'assabenta que l'Agatha ha visitat Benjie, la troba a l'habitació de l'hotel, li dóna 10.000 dòlars i li diu que marxi de Los Angeles abans que ho arruïni tot.
Benjie trenca la seva sobrietat, s'ha drogat amb l'GHB i dispara descuidadament al gos del seu únic amic. L'Agatha visita la seva mare, la Cristina, i li revela que abans d'encendre el foc havia descobert que els seus pares eren germà i germana, fent que l'Agatha i el Benjie siguin fills de l'incest. La Cristina li diu que els van separar de petits i que no sabien que estaven emparentats. Stafford torna a casa, i quan l'Agatha li diu que sap de les seves relacions familiars, Stafford la colpeja violentament, fins que la Cristina intervé. Durant l'altercat, l'Agatha roba l'anell de noces de la Cristina. Al plató, Benjie és perseguit per la noia de l'hospital i, durant una al·lucinació, estrangula la seva jove companya de repartiment. La noia sobreviu, tot i que Benjie ara serà substituït a la pel·lícula.
Havana demana a Jerome com a conductor i el sedueix al seient del darrere de la seva limusina estacionada a l'entrada de casa seva mentre l'Agatha mira des de la finestra. L'Havana entra a casa i renya l'Agatha pel seu mal rendiment a la feina i després l'humilia verbalment quan descobreix que l'Agatha ha tacat el seu car sofà amb sang menstrual. Agatha colpeja l'Havana fins matar-la amb un dels seus premis.
Benjie s'escapa de l'hospital i arriba a casa de l'Havana per trobar l'Agatha. L'Agatha li diu que tot ha d'acabar ara. Ella li mostra que té l'anell de noces de la seva mare i li indica que vagi a buscar l'anell del seu pare.
Stafford torna a casa per veure la Cristina en flames al costat de la piscina. Mentre ella crida, envoltada de flames, ell utilitza una peça del moble de la piscina per empènyer-la a l’aigua on mor. Benjie arriba i troba el seu pare al costat de la piscina en un estat catatònic. Es treu l'anell de noces del seu pare del dit i després es retroba amb l'Agatha al lloc de la seva casa anterior que l'Agatha havia cremat. A la llar de foc, els germans realitzen una cerimònia de casament improvisada amb les aliances dels seus pares.
Prenen juntes una quantitat extrema de les píndoles de l'Agatha perquè es puguin suïcidar, abans d'estirar-se a veure les estrelles.

### Tema subjacent
Al llarg de la pel·lícula, les cites liberals del poema de Paul Éluard "Liberté" serpentegen "a través de la vida de cadascun dels personatges", creant un mantra subjacent per a la pel·lícula.

## Repartiment
Repartiment principal
- Julianne Moore com a Havana Segrand 
 Una actriu famosa però envellida i esvaïda que viu a l'ombra de la seva llegendària mare estrella de cinema i se sent maltractada per ella. Moore va basar el personatge en "una amalgama de persones que he conegut i observat. Ella és algú que viu completament aïllada en aquest món imaginari. Realment no té família i encara està molt enfadada amb la seva mare perquè se sent va ser maltractada. Sempre ha viscut a l'ombra de la seva mare, i en la seva ment, tot és una mena d'embolic freudià."[20]
- Mia Wasikowska com a Agatha Weiss 
 La filla piròmana de la família Weiss, amb cicatrius i estranyada, que accepta una feina com a assistent personal de l'Havana, mentre espera l'oportunitat de reparar-se amb la seva família. Wasikowska va dir: "M'encanta l'Agatha perquè és fosca per dins, però al mateix temps, en molts aspectes, té aquesta perspectiva molt positiva. Hi ha alguna cosa molt dolça i trista en aquesta noia que, enmig d'aquests pares obsessionats amb les celebritats, i aquest passat problemàtic, realment només vol connectar-se amb ells. L'han rebutjat totalment, però d'alguna manera, intenta desesperadament imitar les seves vides. A més, va afegir: "Té els guants que porta sobre les cremades, la cicatriu facial i tots aquests rituals amb el poema i les píndoles que pren, tot és molt diferent a qui és."[20]
- John Cusack com a Stafford Weiss 
 El cap de la família Weiss, un psicòleg de televisió amb una sèrie de clients famosos d'alt perfil i immensament egoista sobre l'èxit del seu fill Benjie. Stafford explota les emocions de la gent i les aprofita. Stafford Weiss i la seva dona Cristina són germà i germana; es van separar en néixer i van descobrir la seva relació després de conèixer-se a la universitat i fer-se parella. Segons Cusack, "Ell es veu a si mateix com un sanador. Ell és una part Tony Robbins, una part Mestre de Reiki, una part encongit. Però el seu fill és l'estrella real: és una gran estrella adolescent de proporcions Bieberesques". En descriure el guió, va dir: "Va ser la destrucció més salvatge de la fama i els secrets de Hollywood i tota aquesta beguda tòxica que havia vist mai".[20]
- Evan Bird com a Benjie Weiss 
 Una sensació d'actor infantil i estrella controvertida que intenta encaixar la seva carrera després de la seva estada a la rehabilitació mentre lluita simultàniament amb els dimonis del seu passat. Cronenberg no estava segur que cap actor infantil pogués interpretar el personatge de Benjie amb èxit fins que va veure Bird a la sèrie de televisió The Killing. Bird va dir sobre el seu personatge: "Realment no té amor i, tanmateix, tampoc té limitacions. Així que està buscant aquestes dues coses. Està guanyant massa diners, els seus pares s'estant aprofitant d'ell, i està molt fotut."[20]
- Olivia Williams com a Cristina Weiss
 Ambiciosa i controladora, gestiona la carrera del seu fill. Cristina Weiss i el seu marit Stafford són germana i germà; es van separar en néixer i van descobrir la seva relació després de conèixer-se a la universitat i fer-se parella. Segons Williams, "És una dona molt ambiciosa i podem veure la seva caiguda des de les altures del seu poder. Ella opera en un món on algú podria ser la persona més desagradable de la terra i fer-te la vida un infern, però encara pots els vols a la teva pel·lícula perquè farà diners."[20]
- Robert Pattinson com a Jerome Fontana 
 Un conductor de limusina i un actor en dificultats que vol ser un guionista d'èxit. Jerome s'inspira en Bruce Wagner, qui, en el moment en què va concebre la idea d'aquesta història, era ell mateix un actor i escriptor en dificultats que treballava com a conductor de limusina. Pattinson va descriure el personatge com el més assenyat i normal, però com tots els somiadors de LA de la història i va dir: "Jerome mai acceptaria que és només un conductor de limusina. Crec que sent que només està esperant la seva oportunitat. No obstant això, sembla que és el només un d'aquesta història que no s'està tornant boig, o que no és un fantasma". I sobre el guió va afegir que "Es tracta realment de persones que es menteixen a si mateixes, fins al final."[20]
- Sarah Gadon com a Clarice Taggart 
 Una estrella de cinema icònica de Hollywood que va morir en un incendi i apareix com un fantasma de vint-i-uns anys a la seva filla L'Havana. Cronenberg va dir que "és un paper tan encantador i inusual, perquè ella simplement és aquest record fantasmal".[20] Gadon va dir: "Realment vull fer la pel·lícula perquè pensava que era una crítica sobre el Hollywood contemporani. I, concretament, sobre el lloc d'una dona a Hollywood".[21]

Altres membres del repartiment
- Kiara Glasco com a Cammy 
 Una noia que va morir jove i apareix com un fantasma a Benjie perquè la va visitar a l'hospital abans de morir amb la intenció de fer una pel·lícula sobre la seva vida, i va utilitzar la seva visita com a truc publicitari.[22]
- Dawn Greenhalgh com a Genie 
 Agent de l'Havana que l'ajuda a aconseguir el paper en el remake de la pel·lícula de Clarice.[22]
- Jonathan Watton com a Sterl Carruth 
 Un actor de cinema i amic de l'Havana.[23]
- Jennifer Gibson com a Starla Gent 
 Una cantant country i amiga de Sterl.
- Gord Rand com a Damien Javitz 
 Un director talentós en ascens del remake de Stolen Waters, i descrit com "No és P. T. Anderson, però ressuscita actors."[24]
- Justin Kelly com a Rhett 
 Un jove actor de Hollywood i amic de Benjie.
- Niamh Wilson com a Sam 
 Una noia que és al cercle d'amics de Benjie i Rhett.
- Clara Pasieka com a Gretchen Voss 
 Una jove actriu de Hollywood i amiga de Rhett.
- Emilia McCarthy com a Kayla 
 Una jove actriu de Hollywood i amiga de Benjie.
- Allegra Fulton com a Harriet 
 la terapeuta de Benjie.
- Domenic Ricci com a Micah 
 El fill petit d'Azita que va morir en un tràgic accident.[22]
- Jayne Heitmeyer com a Azita Wachtel 
 Una actriu i rival de l'Havana pel cobejat paper en el remake de la pel·lícula de 1960 de Clarice Stolen Waters.[25]
- Sean Robertson com a Roy 
 Un coprotagonista de Benjie de quatre anys, a qui Benjie percep com a competició i l'insulta durant la seva al·lucinació creient que és Cammy.[22]
- Ari Cohen com a Jeb Berg 
 Un productor de Hollywood que treballa en la seqüela de la gran pel·lícula de Benjie, una comèdia per a adolescents fictícia titulada "Bad Babysitter".[26]
- Carrie Fisher com ella mateixa[27] 
Fisher té una aparició de cameo a la pel·lícula. Agatha Weiss va fer amistat amb ella a Twitter per escriure una novel·la i, segons la seva recomanació, l'Havana va contractar l'Agatha com la seva nova assistent personal.[28][29][24]

## Producció

### Desenvolupament
Hollywood és un món que és seductor i repel·lent alhora, i és la combinació dels dos el que el fa tan potent. 
Els plans per a la pel·lícula van tenir dificultats financeres i va estar en desenvolupament durant uns sis anys. Durant la promoció de Cosmopolis el maig de 2012, al Canes, David Cronenberg va dir que "No és una pel·lícula go. Tenim un guió que m'encanta que Bruce hagi escrit, és una pel·lícula molt difícil de fer, com ho va ser Cosmopolis, si puc fer que aquesta pel·lícula passi, la vaig provar fa cinc anys, no la vaig poder fer, així que encara. pot ser que no pugueu fer-la." També va afegir que "Mapes a les estrelles és molt extrema. Evidentment, no és una pel·lícula comercial molt gran, i fins i tot com a pel·lícula independent és difícil. Mapes a les estrelles és completament diferent [de Cosmopolis], però és molt àcida i satírica; és una venda difícil."
Parlant del guió, Cronenberg va revelar que "És una mena de sàtira a Hollywood. És molt típic de l'escriptura de Bruce Wagner. I és una mena d'essència condensada de Bruce. I tot i que és satíric, també és molt poderós, emocionalment i perspicaç i divertit. Podríeu dir que és una pel·lícula de Hollywood perquè els personatges són agents, actors i gestors, però no és una sàtira com El joc de Hollywood. El productor Martin Katz la va descriure com una "comèdia absurda sobre el negoci de l'entreteniment"

### Càsting
Viggo Mortensen i Rachel Weisz van ser seleccionats inicialment, però es van deixar a causa de dificultats de programació i més tard van ser substituïts per Cusack i Moore. Moore es va tenyir de ros pel seu paper d’Havana, va dir en una entrevista sobre la pel·lícula que, "No només es tracta de la cultura de les celebritats, sinó de la recerca de la fama a qualsevol preu." És la segona col·laboració entre Pattinson i Cronenberg després de Cosmopolis.

### Preproducció
La producció va començar el juliol de 2013. Cronenberg va afirmar que "seria la primera vegada que filmava un peu de pel·lícula als Estats Units. És estrany, només per la manera com funcionen els tractes de coproducció, que tot i que he tingut pel·lícules ambientades als Estats Units com Cosmopolis o La zona morta, no he rodat mai als Estats Units. Aquesta seria la primera vegada i n'estic molt emocionat." Després va afegir que "Bé, Mapes a les estrelles és una història de L.A. i realment vaig sentir que no podia crear en un plató de Toronto, mentre que l'estructura de Cosmopolis em permet crear Nova York en un escenari sonor a Toronto.

### Rodatge

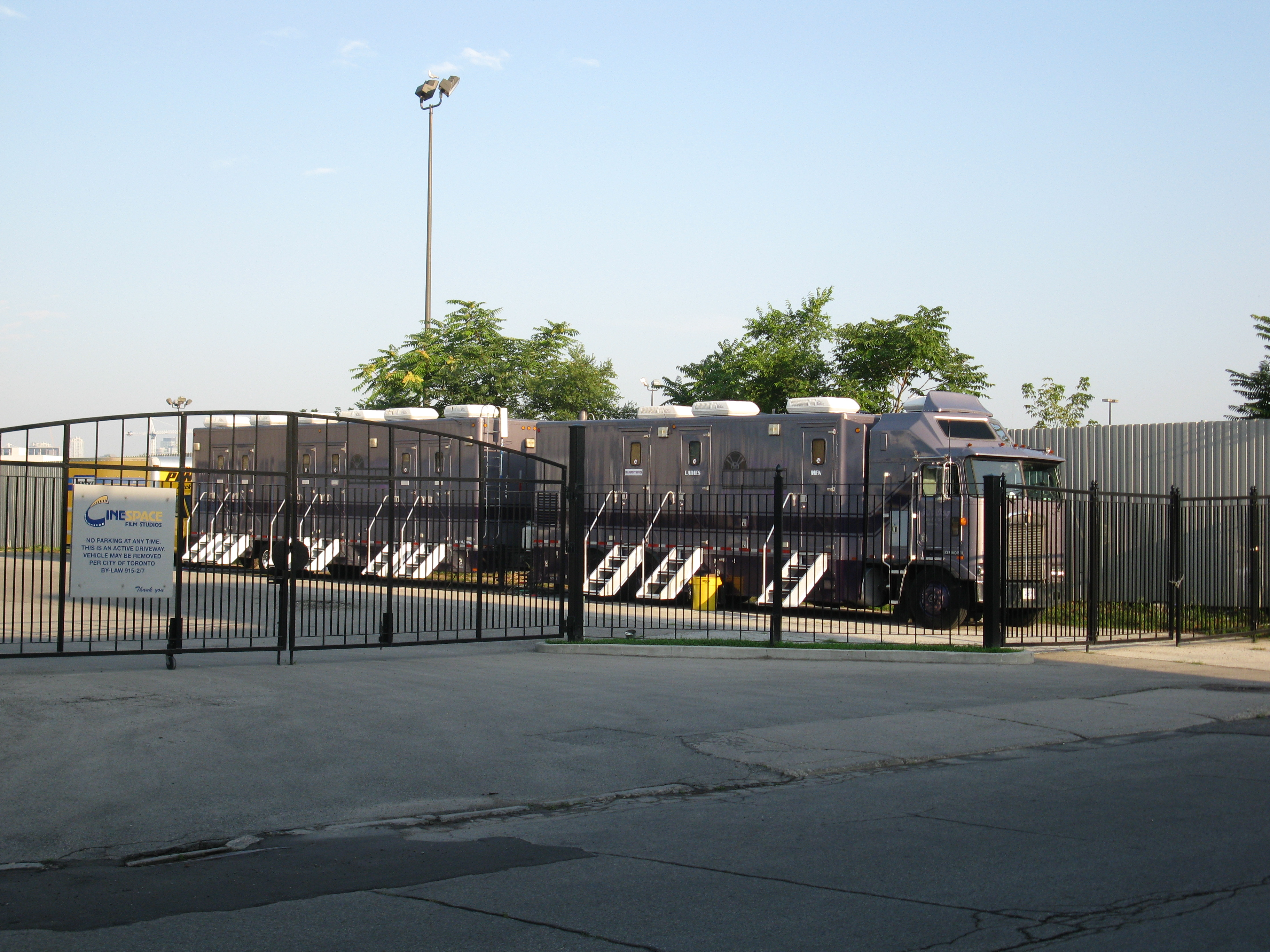
Les ubicacions interiors es van filmar a Cinespace film studio de Toronto.

La fotografia principal va començar el 8 de juliol de 2013 a Toronto, Canadà i va continuar fins al 12 d'agost de 2013. La major part del rodatge va tenir lloc a Toronto i moltes de les ubicacions interiors de la pel·lícula es van rodar a l'Eastern Avenue, seu de Cinespace Studios. El 19 de juliol, es van rodar algunes escenes dins i als voltants del menjador de  Queen Street a Leslieville, Ontario.
El rodatge es va traslladar a Los Angeles, Califòrnia. La major part del rodatge va ser a l'aire lliure, en alguns llocs emblemàtics. El 17 d'agost, el rodatge va tenir lloc al centre de la ciutat a Union Station, Los Angeles amb Pattinson i Wasikowska i els dies 18 i 19 d'agost es van rodar escenes a Rodeo Drive i The Beverly Hilton a Beverly Hills, L.A. També es van filmar escenes al Hollywood Walk of Fame, Hollywood Boulevard i Runyon Canyon prop de Mulholland Drive el 20 d'agost i al Park Way Beverly Hills L.A. el 21 d’agost. Cronenberg va il·luminar el Hollywood Sign per a una escena del 20 d'agost, utilitzant llums HMI 4K. Va dir que "No és diferent de fer brillar una llum des d'un helicòpter." El rodatge va acabar el 22 d'agost de 2013 a Los Angeles.

## Música
Howard Shore va compondre la banda sonora de la pel·lícula. Ha col·laborat amb Cronenberg en totes les seves pel·lícules menys una des de 1979. L'àlbum va ser llançat per Howe Records el 9 de setembre de 2014. El primer senzill amb una pista de l'àlbum de la banda sonora es va publicar el 21 de maig de 2014.

## Distribució

### Màrqueting i promoció
El 14 d'abril de 2014 es va llançar el primer tràiler de previsualització per a la seva venda i distribució. Va ser seguit l'endemà pel tráiler oficial llarg de la pel·lícula. El mateix mes amb l'anunci de les estrenes de la pel·lícula al Festival Internacional de Cinema de Canes, es van publicar dues imatges de Julianne Moore, Mia Wasikowska i Robert Pattinson a la pel·lícula. EOne va revelar un altre tràiler de la pel·lícula el 10 de setembre de 2014, abans de l'estrena de la pel·lícula a Espanya i el Canadà.

### Estrena

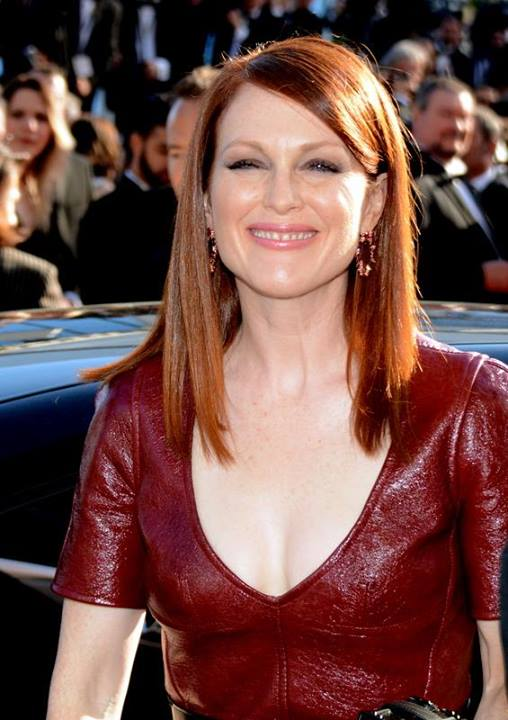
Julianne Moore promocionant la pel·lícula al 67è Festival Internacional de Cinema de Canes.

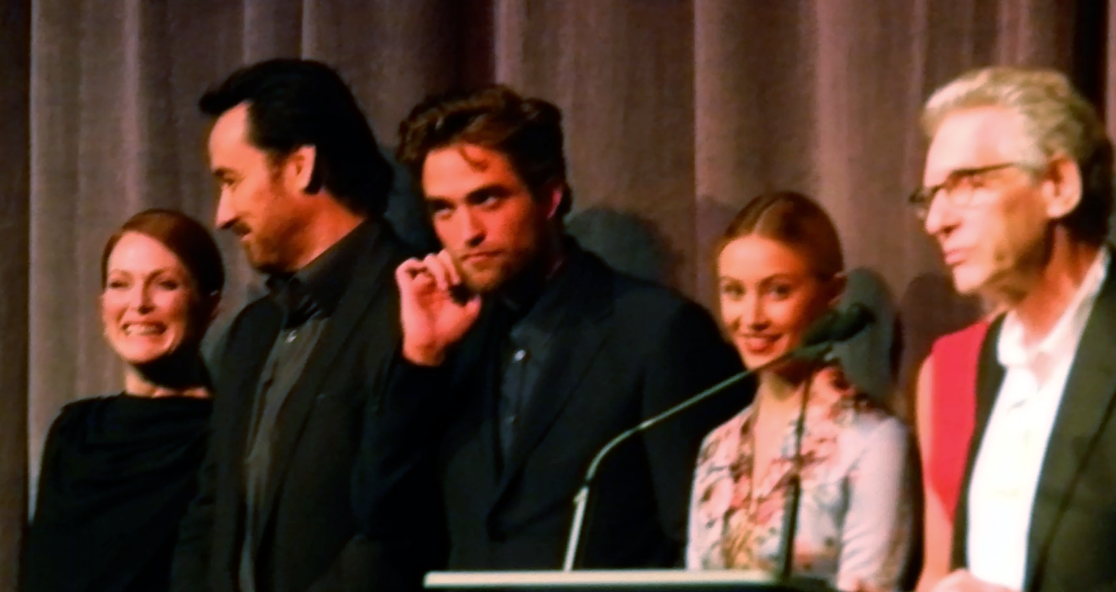
D'esquerra a dreta: Moore, Cusack, Pattinson, Gadon i Cronenberg a la projecció de la pel·lícula al Festival Internacional de Cinema de Toronto de 2014.

La pel·lícula es va projectar al Festival Internacional de Cinema de Nova Zelanda a la secció Llegendes el 25 de juliol de 2014.Es va projectar a la secció de Presentacions de Gala del Festival Internacional de Cinema de Toronto el 9 de setembre de 2014 i també es va projectar al Festival de Cinema de Nova York el 27 de setembre de 2014. Va ser llançada al Regne Unit el 26 de setembre de 2014. Va servir com a pel·lícula de cloenda al Festival Internacional de Cinema de Tòquio el 31 d'octubre de 2014, i es va estrenar als cinemes al Canadà el mateix dia. El 8 de novembre de 2014 es va projectar al Festival Internacional de Cinema d'Estocolm. Va ser llançat a Austràlia el 20 de novembre de 2014.
El setembre de 2014, Focus World va adquirir els drets de distribució dels Estats Units de la pel·lícula i va donar el filma una estrena limitada qualificada per als premis a Los Angeles del 5 a l'11 de desembre de 2014, abans de la seva estrena dia i data el 27 de febrer de 2015.

### Mitjans domèstics
La pel·lícula es va estrenar en DVD i Blu-ray a França el 24 de setembre de 2014. Va estar disponible en DVD al Regne Unit el 24 de novembre de 2014 i es va publicar el 3 de març de 2015 a Alemanya. Universal Pictures Home Entertainment va llançar el DVD i el Blu -ray Disc de la pel·lícula als Estats Units el 14 d'abril de 2015.

## Recepció

### Taquilla
La pel·lícula va tenir una estrena limitada a França el maig de 2014, i després es va estrenar a diferents països i ha recaptat un total mundial de 4 milions de dòlars.

### Resposta crítica
La pel·lícula va generar crítiques majoritàriament positives i les actuacions del repartiment van ser elogiades. L'agregador de ressenyes Rotten Tomatoes informa que el 62% dels 165 crítics han donat a la pel·lícula una crítica positiva, amb una valoració mitjana de 6,3/10. El resum del lloc diu: "Narrativament difícil de manejar i confusament tonal, Mapes a les estrelles encara té prou mossegada per satisfer els fans de David Cronenberg que necessiten una solució frescament àcida." A Metacritic, que assigna una mitjana ponderada de 100 ressenyes dels crítics de cinema, les pel·lícules tenen una puntuació mitjana de 67, basada en 39 crítiques, la qual cosa indica "ressenyes generalment favorable".
Dave Calhoun de Time Out va declarar que "Aquest retrat esgarrifós de la basòfia de Beverly Hills és profundament ximple, però té prou mossegada verinosa." Robbie Collin de The Daily Telegraph va donar a la pel·lícula cinc estrelles de cinc i va escriure que "es desenvolupa en una mena d'hiperrealitat farmacèutica pròpia: no és un somni tan retorçat de fer-lo en el món de l'espectacle, com un malson que es retorça, xiula i desperta a Hollywood". Va dir que "Moore, en particular, és extraordinària" i va concloure que "Cronenberg ha fet una pel·lícula que voleu no veure, i després veure-la i no tornar-la a veure." Oliver Lyttelton, a la seva ressenya per a The Playlist, va qualificar la pel·lícula de B+ dient que "La pel·lícula és una revolcada malaltissa i agradable en el costat escandalós i fotut de l'espectacle, i un autèntic retorn en plena forma per al cineasta." Peter Bradshaw de The Guardian va donar a la pel·lícula quatre estrelles de cinc i va nomenar-la  "Una pel·lícula fascinant i exquisidament horrible sobre el Hollywood contemporani, positivament viviseccionista en el seu sadisme i menyspreu." Mark Kermode, també de The Guardian, va comparar la pel·lícula amb  "Sunset Boulevard, amb esquitxades de Chinatown, Beyond the Valley of the Dolls i Mama estimada llançades en bona part." Va anomenar Moore "magníficament horrible" amb Wasikowska "proporcionant un contrapunt genial", Williams "genial" i Pattinson "bonament subestimat". En la seva ressenya per a Slant Magazine, Budd Wilkins la va comparar amb la pel·lícula de David Lynch Mulholland Drive (2001): "Mapes a les estrelles és una imatge escabrosa i comèdia àcida que aprofundeix més profundament en les perversions i patologies que subjacen a la fàbrica dels somnis que qualsevol des de Mulholland Drive."
Tanmateix, Peter Debruge de Variety va criticar la pel·lícula com "en part showbiz sendup, en part història de fantasmes, en part en un drama familiar disfuncional, [en canvi] sembla una xerrameca." Todd McCarthy de The Hollywood Reporter pensava que la pel·lícula "s'acaba com una broma més que una interpretació coherent del Hollywood del segle XXI, encara que hi hagi molles de veritat i enginy escampades per tota ella." Lee Marshall de Screen International va dir que "La pel·lícula no s'en surt amb el seu intent de conciliar la sàtira amb el pathos, però és perillosament tancada."
La pel·lícula es va incloure a la llista de "Canada's Top Ten" llargmetratges de 2014, seleccionats per un panell de cineastes i professionals del sector organitzat per TIFF.
El 2023, Barry Hertz de The Globe and Mail va nomenar la pel·lícula com una de les 23 millors pel·lícules de comèdia canadenca mai fetes.

### Reconeixements
| Any  | Grup/Premi                                        | Categoria                                | Receptor                                                                               | Resultat  | Ref.            |
| ---- | ------------------------------------------------- | ---------------------------------------- | -------------------------------------------------------------------------------------- | --------- | --------------- |
| 2015 | Canadian Screen Awards                            | Millor pel·lícula                        | Saïd Ben Saïd, Martin Katz, and Michel Merkt                                           | Nominat   | [ 106 ]         |
| 2015 | Canadian Screen Awards                            | Millor direcció                          | David Cronenberg                                                                       | Nominat   | [ 106 ]         |
| 2015 | Canadian Screen Awards                            | Millor actor protagonista                | Evan Bird                                                                              | Nominat   | [ 106 ]         |
| 2015 | Canadian Screen Awards                            | Millora actriu protagonista              | Julianne Moore                                                                         | Nominat   | [ 106 ]         |
| 2015 | Canadian Screen Awards                            | Millor actor secundari                   | John Cusack                                                                            | Guanyador | [ 106 ]         |
| 2015 | Canadian Screen Awards                            | Millor actor secundari                   | Robert Pattinson                                                                       | Nominat   | [ 106 ]         |
| 2015 | Canadian Screen Awards                            | Millor actriu secundària                 | Mia Wasikowska                                                                         | Nominat   | [ 106 ]         |
| 2015 | Canadian Screen Awards                            | Millor guió original                     | Bruce Wagner                                                                           | Nominat   | [ 106 ]         |
| 2015 | Canadian Screen Awards                            | Millor Muntatge                          | Ronald Sanders                                                                         | Nominat   | [ 106 ]         |
| 2015 | Canadian Screen Awards                            | Millor so                                | Christian Cooke, Michael O'Farrell, and Orest Sushko                                   | Nominat   | [ 106 ]         |
| 2015 | Canadian Screen Awards                            | Millor banda sonor original              | Howard Shore                                                                           | Guanyador | [ 106 ]         |
| 2014 | Festival Internacional de Cinema de Canes         | Palma d'Or                               | David Cronenberg                                                                       | Nominat   | [ 12 ]          |
| 2014 | Festival Internacional de Cinema de Canes         | Millor actriu                            | Julianne Moore                                                                         | Guanyador | [ 16 ] [ 17 ]   |
| 2014 | Festival Internacional de Cinema de Canes         | Premi Cannes Soundtrack                  | Howard Shore                                                                           | Guanyador | [ 107 ]         |
| 2015 | Premis de la Societat Canadenca de Cineastes      | Millor pel·lícula cinematogràfica        | Peter Suschitzky                                                                       | Nominat   | [ 108 ]         |
| 2015 | Sindicat de Directors del Canadà                  | Millor Disseny de Producció              | Carol Spier                                                                            | Guanyador | [ 109 ] [ 110 ] |
| 2015 | Sindicat de Directors del Canadà                  | Millor muntatge                          | Ronald Sanders                                                                         | Nominat   | [ 110 ]         |
| 2015 | Sindicat de Directors del Canadà                  | Millor edició de so                      | Michael O'Farrell, Robert Bertola, Wayne Griffin, Alastair Gray and Gren-Erich Zwicker | Nominat   | [ 110 ]         |
| 2014 | Premis Globus d'Or                                | Millor actriu musical o còmica           | Julianne Moore                                                                         | Nominat   | [ 111 ]         |
| 2014 | Premis de la Societat Internacional de Cinèfils   | Millor actriu secundària                 | Julianne Moore                                                                         | Guanyador | [ 112 ]         |
| 2015 | Premis del Cercle de Crítics de Cinema de Londres | Actriu de l'any (també per Sempre Alice) | Julianne Moore                                                                         | Nominat   | [ 113 ]         |
| 2014 | Festival de Sitges                                | Millor actriu                            | Julianne Moore                                                                         | Guanyador | [ 114 ]         |